# Centromerus anoculus
Centromerus anoculus là một loài nhện trong họ Linyphiidae.
Loài này thuộc chi Centromerus. Centromerus anoculus được Jörg Wunderlich miêu tả năm 1995.